# Kenai-Halbinsel
Die Kenai-Halbinsel (englisch Kenai Peninsula) ist eine Halbinsel in Alaska (USA) südlich von Anchorage.

## Geografie

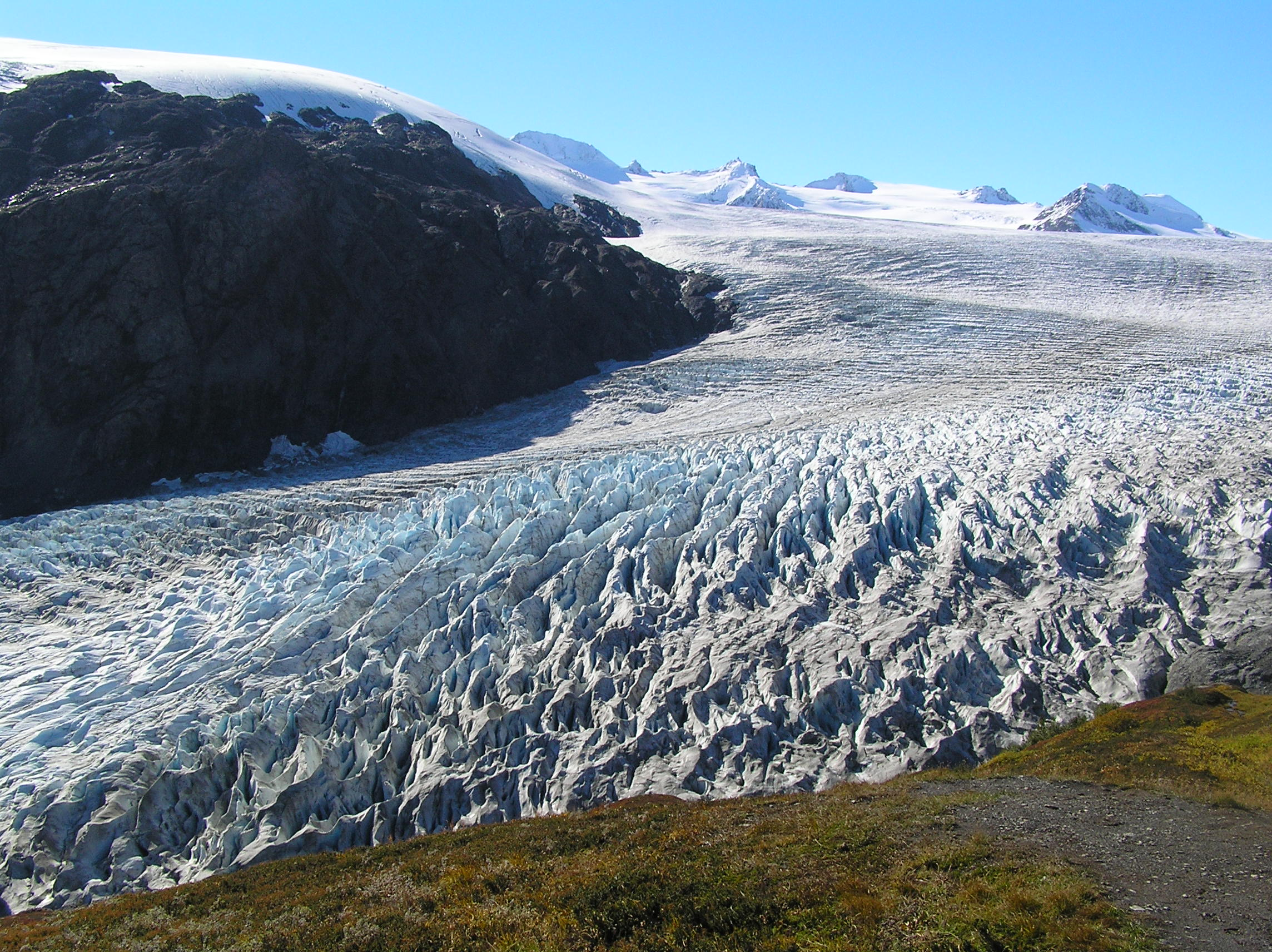
Der vom Harding Icefield gespeiste Exit-Gletscher

Im Norden liegen die Chugach Mountains (bisweilen mit den Gebirgen der Kodiak-Insel zur physiographischen Einheit Kodiak-Kenai-Chugach zusammengefasst), die die Bucht des Turnagain Arms von der Halbinsel trennt, und im Westen das durchschnittlich 30 km weite Cook Inlet, eine Bucht des Golfs von Alaska, mit den Vulkanen der Alaskakette auf der gegenüberliegenden Seite. Im Osten liegt der Prince William Sound und im Süden schließlich der Pazifische Ozean. Kenai ist durch den Isthmus beim Portage-Gletscher mit dem Festland verbunden.
Im östlichen Teil der Kenai-Halbinsel liegen die Kenai Mountains, die drei Eiskappen beherbergen, wobei das Harding Icefield Nordamerikas zweitgrößtes ist. Im Südosten befindet sich der Kenai-Fjords-Nationalpark, im Nordosten der Chugach National Forest. Der westliche Teil zeichnet sich durch eine Tiefebene aus, im Südosten eher hügelig, im Nordosten durch eine von prähistorischen Gletschern geformte Seenplatte. Das Kenai National Wildlife Refuge und der Kachemak State Park machen einen großen Teil der westlichen Kenai aus. Die Landschaft besteht größtenteils aus Mischwäldern.
Alaskas einziger Scenic Highway, der Seward Highway, führt von Anchorage, am Turnagain Arm entlang, dann durch die Kenai Mountains nach Seward, dem Eingangsort zum Kenai-Fjords-Nationalpark. Am Tern Lake in den Bergen zweigt der Sterling Highway nach Westen ab, am Kenai River entlang, am Kenai Lake und Skilak Lake vorbei, schließlich nach Süden, entlang des Cook Inlets und des Tustumena Lakes, welche Alaskas siebt-, acht- und sechstgrößte Seen sind.

## Orte
Orte mit zirka 3000 bis 6000 Einwohnern sind Seward im Osten, Kenai und Soldotna im Westen und Homer im Südwesten.  Kleinere Ansiedlungen sind u. a. Hope, Moose Pass, Cooper Landing, Sterling, Nikiski, Kasilof, Ninilchik, Anchor Point und Nikolaevsk.

## Geschichte
Die Kenai-Halbinsel wurde ursprünglich von den Dena'ina-Indianern, einem Stamm der Athabasken, bewohnt. Russische Pelzhändler siedelten sich hier erstmals Ende des 18. Jahrhunderts an (für eine kritische Betrachtung siehe auch Russisch-Amerika).

## Wirtschaft, Tourismus

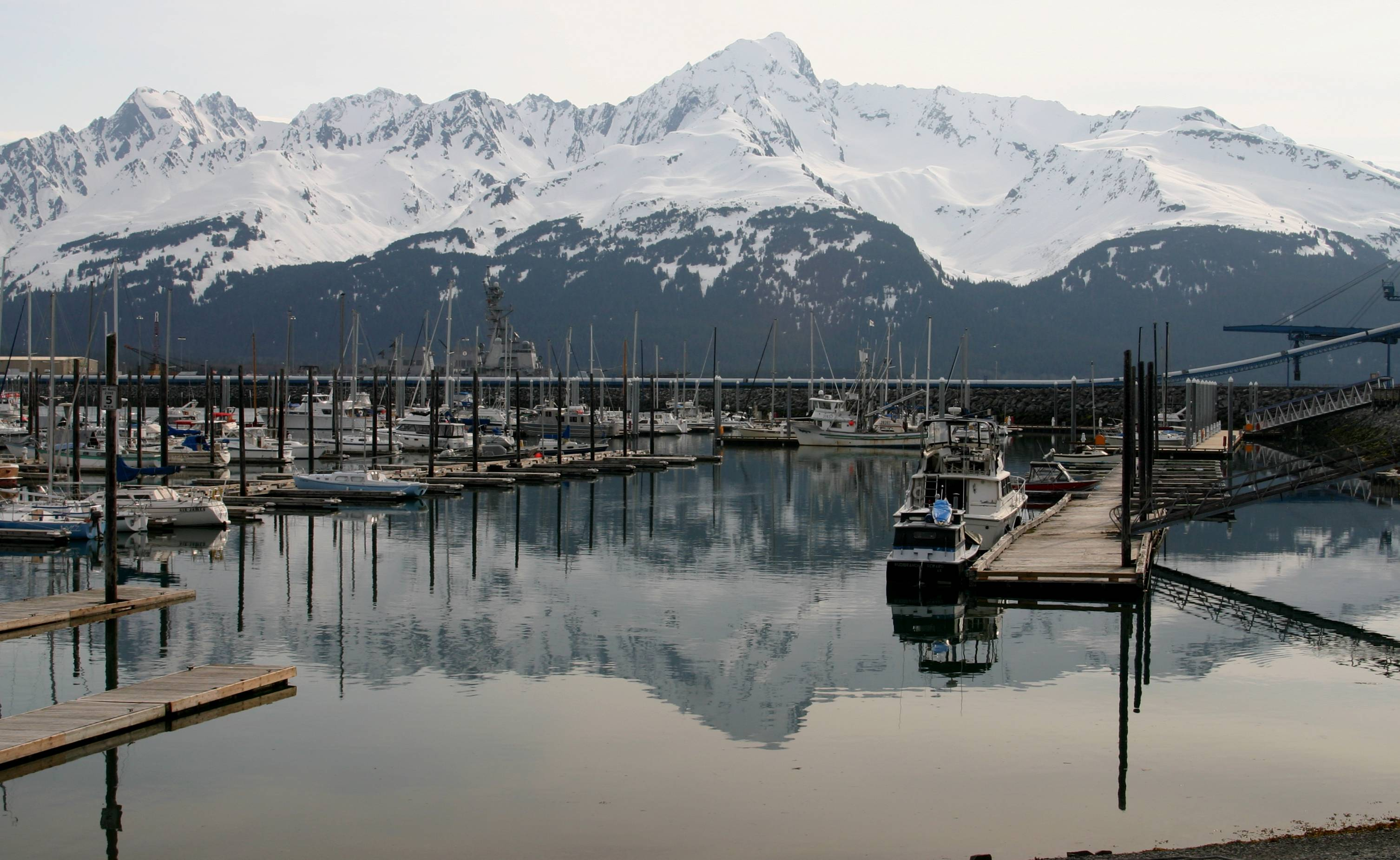
Der Hafen von Seward

Tourismus und die Ölindustrie gehören zu den wichtigsten Einkommensquellen der Halbinsel.
Wegen ihrer abwechselungsreichen Landschaften – Berge, Gletscher, Seen, Flüsse, Strände – zieht die Kenai jedes Jahr tausende Touristen aus aller Welt an, die hierher zur Erholung wie auch zum Lachs- und Heilbuttangeln kommen.
Besucher werden mit großer Wahrscheinlichkeit Elche sehen. Auch viele Schwarz- und Braunbären (Grizzly) leben auf der Kenai-Halbinsel. Der Zusammenfluss von Russian River und Kenai River ist ein Anziehungspunkt für Fliegenangler, die hier Schulter an Schulter alljährlich tausende von Rotlachsen angeln. Nahe der Mündung des Kenai River in das Cook Inlet wurde 1985 ein Weltrekord im Sportangeln von Königslachsen erzielt (97 Pfund, ≈ 44 kg). Am Strand nahe Clam Gulch kann man nach Rasiermessermuscheln graben.